# 阿波罗网
阿波罗网，综合新闻网站，据Accessify.com和中国西部网介绍，提供在中国大陆被政府屏蔽的新闻，整体立场偏向反共主义，常报道中国大陆民生和官场贪腐现象，以及娱乐趣闻和新闻评论。

## 内容
该网站由留美大陆学人创立于2006年，亚洲网站目录把该网路收录在网路媒体的分类中，称该网站包括新闻、评论、生活、娱乐、论坛和博客等版块。该网站名称源自希腊神话中的太阳神阿波罗，网站称其宗旨是打破封锁报道一切华人关注的新闻：「阿波罗之光，温暖而和煦，给我们带来整个世界」 。

### 历史及当代新闻
网站着重历史报道与当代新闻，有时被苹果日报、自由时报和纵览中国等一些海外中文媒体转载或引用。
中国时报（中时电子报）在报导「揪朱令案嫌犯 10万网民白宫请愿」一文时引用阿波罗网的图片报导。网站的〈日本強化日美同盟安倍：安保環境惡化〉，〈楚良：美國為什麼支持日本修改武器出口三原則？〉和〈鄭浩中：圍堵戰略美軍事情報收集緊圍著中國大陸轉〉等三则报导在一则题为「日本發展戰區飛彈防禦系統之研究」的论文被列为参考文献。

### 环境和人权
网站关注中国国内环境问题，《全球化的中国环境》一文被转载到一大学网站。中国时报（中时电子报）转载阿波罗网首发的「全球各地太阳辐射越来越强 为什么唯独这个国家例外？」和「 新观点！科学家解古代金星曾有水却消失之谜」等许多探讨环境问题的报导。同时，该网站也报导盖人权议题，经济学家何清涟曾接受该网站采访讨论德国之声的张丹红事件。

## 审查
据翻越防火墙和中国数字时代记载，阿波罗网这一词汇被列入中华人民共和国审查辞汇列表。